# دافتون
دافتون (به انگلیسی: Dufton) یک روستا و محله مدنی در بریتانیا است که در منطقه ادن واقع شده‌است. دافتون ۲۰۴ نفر جمعیت دارد.